# Психограмма
Психограмма, англ. psychogram (от греч. ψυχή — душа и γραμμα — буква, запись) — это термин, который иногда используется в таких областях психологии, как теория личности и восприятие, а также графология и анализ почерка, хотя этот термин имеет несколько значений, многие из которых устарели, и ни одно из значений этого термина не определено чётко и не используется последовательно.
Одно из значений этого термина взято из психологических исследований середины двадцатого века, что означает составное психологическое измерение, которое пытается интегрировать различные элементы мыслительных процессов человека, часто диаграмму, в форме круга. Согласно одному источнику, в этом смысле психограмма обозначала «не сумму элементов, а их взаимосвязь» как способ свести «сложные события к простому замыслу, который позволяет человеку принять решение». Этот термин использовался несколькими психологами, такими как Дэниел С. Энтони, в 1960-х годах.PMID 13659290 Он использовался как визуальное представление или «карта» личности человека. Этот термин так и не прижился в основном психологическом академическом истеблишменте, возможно, потому, что не было единого понимания того, что такое психограммы и как их следует использовать. Существует другой, но немного родственный смысл этого термина, который относится к определенной системе анализа почерка в области графологии. В третьем значении этого термина делается меньший акцент на измерении личности и больше на измерении психологического восприятия, при этом термин используется в сочетании с методом проецирования чернильных пятен Роршаха, так что баллы по различным показателям после теста Роршаха объединяются в сводку, все набранные ответы, называемые психограммой. Есть и другие чувства, которые появляются спорадически и не используются постоянно. Например, этот термин использовался в названиях нескольких книг; факультет психологии Университета штата Иллинойс использовал этот термин в качестве названия информационного бюллетеня; оно использовалось для описания типа поэзии. Этот термин ненадолго появился в 1896 году в связи с ранними экспериментами со зрением в отношении восприятия.